# Ковалів Іван Степанович
Іван Степанович Ковалів (*2 травня 1916, Підкамінь — пом.5 травня 1987, Торонто) — український скрипаль, диригент, письменник і педагог.

## Життєпис
Народився 1916 р. в Підкамені біля Рогатина в родині священика (сина письменника Степана Коваліва).
Освіту здобув в академічній гімназії у Львові. Одночасно навчався в Музичному Інституті ім. М. Лисенка. Доповнив вищу музичну освіту у Відні.
Виступав з власним скрипковими концертами, викладав музикознавство у Львові, працював у Львівській опері, друкувався у журналі «Наші дні», «Назустріч», «Сучасність». У 1942 р. у Львові з'явилась збірка поетичних творів «Прелюдії». 
1944 виїхав до Німеччини, 1949 — до Канади, де упродовж 1949-1950 був солістом симфонічного оркестру у Ванкувері. 
Заснував Молодіжний струнний оркестр (1958) та Музичний Інститут ім. М. Лисенка у Торонто у 1953 р., керівником якого І. Ковалів був до кінця свого життя. 
Вивчав музичні студії у Торонтському університеті, який закінчив у 1960 р. Організатор і диригент хору при церкві святого Миколая в Торонто. Друкував поетичні твори, прозу та публіцистичні статті у різних журналах на еміграції, зокрема «Літаври», «Сучасність» та ін. У 1986 р. вийшла друком поетична книга «Три збірки (Триптих)».
Написав повісті «Поворот» (незавершена, 1943) і «Мандрівки до Росохвиша» (1987), низку оповідань, літературно-критичних та музикознавчих статей. 
Член Спілки письменників «Слово» та Спілки українських журналістів (на еміграції).

## Творчість
Автор поетичних збірок «Прелюдії» (1942), «Три збірки» (1986), повісті «Поворот» (1943), «Мандрівки до Рисохвища» (1987).
Окремі видання:
- Ковалів І. Акорди і дискорди // Естафета. Збірник АДУК. — Нью-Йорк — Торонто, 1974. — С. 86-91.
- Ковалів І. Вірші // Поза традиції. Антологія української модерної поезії в діаспорі. — Київ, Торонто, Едмонтон, Оттава, 1993. — С. 68-76.
- Ковалів І. Мандрівки до Рисохвощі. — Торонто: Слово, 1987. — 178 с.
- Гостинний виступ М. Скали-Старицького. «Гомін України» (Торонто), 1957, 21 верес.;
- Лев Туркевич — визначний диригент. «Гомін України» (Торонто), 1961, 2 груд.;
- Василь Барвінський. Нарис життя і творчості. Торонто, 1964.